# كيت فولر
كيت فولر (بالإنجليزية: Cate Fowler)‏ هي مخرجة أسترالية، ولدت في 13 يونيو 1949.